# Cryptocephalus quadripustulatus
Cryptocephalus quadripustulatus  (лат.) — вид листоедов (Chrysomelidae) из подсемейства скрытоглавов (Cryptocephalinae). Встречается, в частности, в Италии, во Франции и Пиренейском полуострове.